# 重信町
重信町（しげのぶちょう）は、愛媛県の東部、温泉郡にあった町。人口23,729人、面積100.59 km2（2003年）。合併により東温市（とうおんし）となった。
松山市へのベッドタウンとして、愛媛県内ではトップクラスの人口増加地域である。

## 地理
松山市の東部に平地で隣接し、市街地も実質的には松山市と連続している。南北に細長い形をしているが、町域の中央部が松山平野の南東部にあたる。東は、温泉郡川内町に重信川をはさんで接している。北東部、南部は山地。北東部から中部に町の名の由来である重信川が流れる。
- 山岳:　東三方が岳 (1233m)、明神が岳 (1217m)、皿ヶ嶺 (1271m)、
- 河川:　重信川、拝志川
- 湖沼:

## 歴史
- 1889年（明治22年）12月15日 - 町村制施行に伴い久米郡北吉井村，下浮穴郡南吉井村・拝志村が成立。
- 1897年（明治30年）4月1日 - 郡統合に伴い上記3村はいずれも温泉郡の所属となる。
- 1956年（昭和31年）9月1日 - 北吉井村、南吉井村、拝志村が合併し、重信町となる。
- 1959年（昭和34年）9月 - 上重信橋完成。
- 1964年（昭和39年）3月20日 - 町役場を新築、移転。
- 1965年（昭和40年）
  - 3月 - 四国急行バス運行開始（1977年廃止）。
  - 4月 - 拝志大橋完成。
- 1967年（昭和42年）10月 - 伊予鉄道横河原線が電化される。
- 1972年（昭和47年）10月 - 松山刑務所が町内に移転。
- 1973年（昭和48年）11月5日 - 愛媛大学医学部が開学（翌年町内に移転）。
- 1976年（昭和51年）5月10日 - 愛媛大学医学部附属病院が開院。
- 1978年（昭和53年）4月 - 重信町農協発足。
- 1979年（昭和54年）3月 - 重信町商工会発足。
- 1980年（昭和55年）7月 - 重信町森林組合発足。
- 1981年（昭和56年）
  - 3月 - 町民会館落成。
  - 4月 - 町民憲章・町花・町木制定。重信警察官派出所発足。
- 1982年（昭和57年）
  - 9月 - 農林業者トレーニングセンター竣工。
  - 11月 - 見奈良大橋竣工。
- 1985年（昭和60年）3月 - 町立図書館・歴史民俗資料館落成。
- 1988年（昭和63年）6月 - 重信町土地開発公社設立。
- 1990年（平成02年）11月 - 上村大橋竣工。
- 1994年（平成06年）3月 - 重信工業団地完成。
- 1997年（平成09年）5月 - 重信町総合公園開設（2001年完成）。
- 1999年（平成11年）2月 - ツインドーム重信完成。
- 2000年（平成12年）3月20日 - 重信町新庁舎移転竣工。
- 2004年（平成16年）9月21日 - 川内町と合併して東温市が発足。合併後の人口は約3万5000人。

## 行政
- 町長
  - 髙須賀治利（たかすか はるとし） - 四男は髙須賀功元東温市長
  - 束村旭（つかむら あきら）
  - 和田治樹（わだ はるき）
- 庁舎
1964年（昭和39年）に建てられた旧庁舎（大字志津川972番地）[1]が狭隘であったので、1999年度に幹線道路沿線に移し、新築。ただこの時期、庁舎を新築する市町村は少なくとも愛媛県内にはみられず、近い将来の市町村合併を意識したものではないかとの観測も一部にはあった。
- 平成の市町村合併
重信町にとって同じ温泉郡内で隣接する川内町との合併は自然な流れであった。人口が3万人以上となるため合併特例法により「市」に昇格できることも弾みとなった。
人口は、重信町2万人に対して、川内町1万人と、2倍の人口があったが、新設合併で比較的スムーズに進んだ。
なお、西に隣接する松山市との合併は、松山市サイドが松山市への編入合併、松山市の行政形態に合わせるという原則を堅持しており、また過去、松山市に編入した松山市の東部地域にもこれといったメリットはなかったのではないかという意見が支配的で、当初からほとんど話題に上らなかった。新たに転入してきた人たちの中には松山市内への通勤者も多く、松山市との合併を望む声もなくはなかったが、積極的な住民運動にはならなかった。

## 交通

### 鉄道路線
- 伊予鉄道横河原線

牛渕団地前駅 - 牛渕駅 - 田窪駅 - 見奈良駅 - 愛大医学部南口駅 - 横河原駅

### 道路
- 国道11号
- 愛媛県道23号伊予川内線
- 愛媛県道152号寺尾重信線
- 愛媛県道193号森松重信線
- 愛媛県道209号美川松山線
- 愛媛県道334号松山川内線

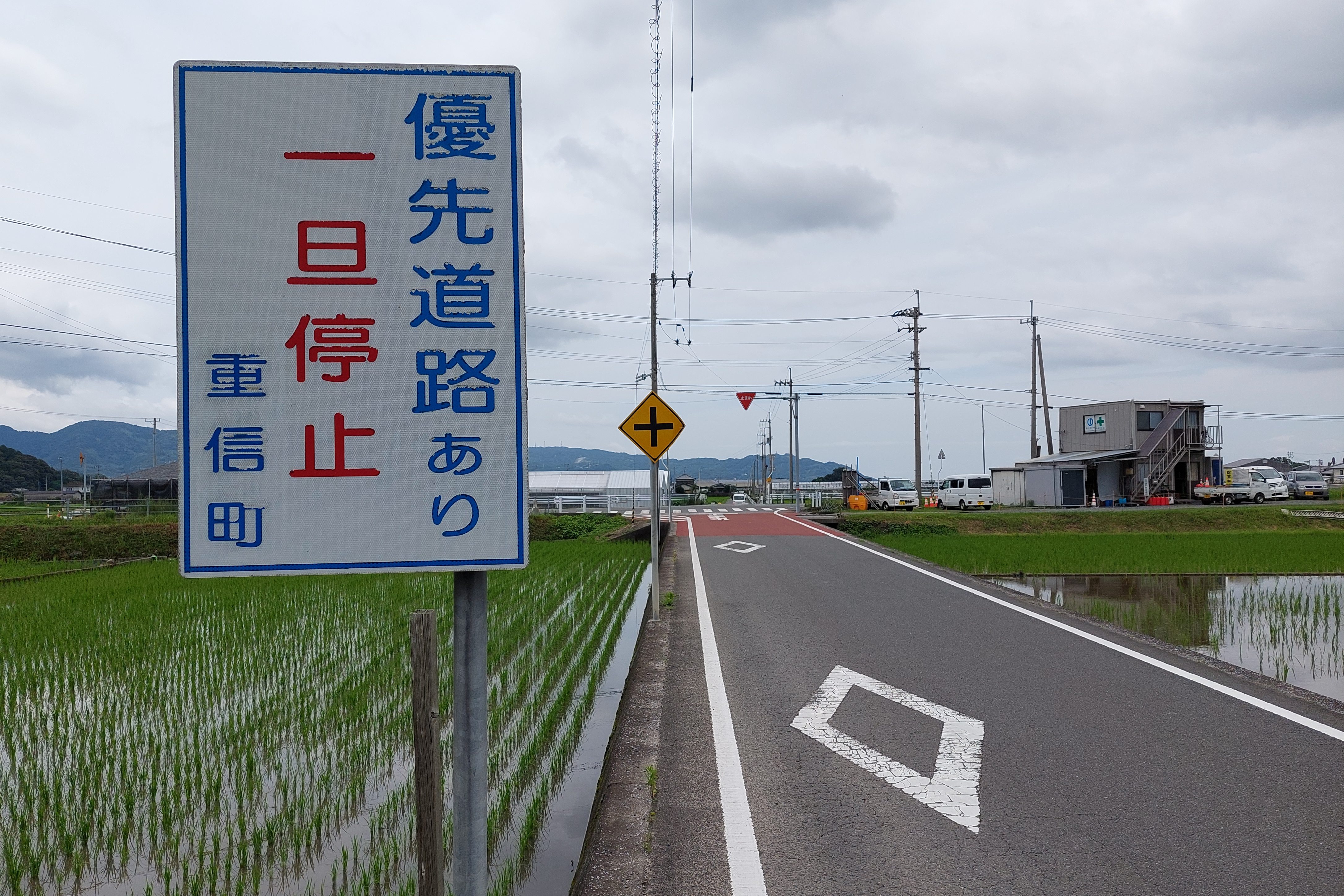
旧重信町時代に建てられた交通標識（2024年撮影）

  - 松山自動車道が町内を横切っていたが、重信町時代にインターチェンジは設置されなかった（東温SICは2024年設置）。

## 名所・旧跡・観光スポット・祭事・催事
文化財
- 北吉井のビャクシン（樋口、国の天然記念物）

温泉
- 利楽（レスパスシティ内）

観光地・名所旧跡
- 皿ヶ嶺連峰県立自然公園
- 高畠華宵大正ロマン館
- レスパスシティ
- 水の元キャンプ場
- 重信町総合公園
- 上林森林公園
- 風穴
- 白糸の滝
- 養命山 法寿院：新四国曼荼羅霊場 45番札所
- 瑠璃山 香積寺：新四国曼荼羅霊場 46番札所、隻手薬師（かたでやくし）
- 護皇山 浄土寺：四国三十六不動霊場 18番札所
- ハタダお菓子館
- 愛媛県花き指導センター
- 愛媛県森の交流センター（旧愛媛県緑化センター）
- 山之内キャンプ場
- アクロス重信

## 出身者・関係者
- 伊賀貞雪（元愛媛県知事）